# Leština (Věž)
Leština (německy Leschtina) je vesnice, část obce Věž v okrese Havlíčkův Brod. Nachází se asi 2,5 km na západ od Věže. V roce 2009 zde bylo evidováno 66 adres. V roce 2001 zde trvale žilo 70 obyvatel.
Leština leží v katastrálním území Leština u Herálce o rozloze 3,12 km2.